# Großer Preis der USA 1959
Der Große Preis der USA 1959 (offiziell II United States Grand Prix) fand am 12. Dezember auf dem Sebring International Raceway in Sebring statt und war das neunte und letzte Rennen der Automobil-Weltmeisterschaft 1959.

## Bericht

### Hintergrund

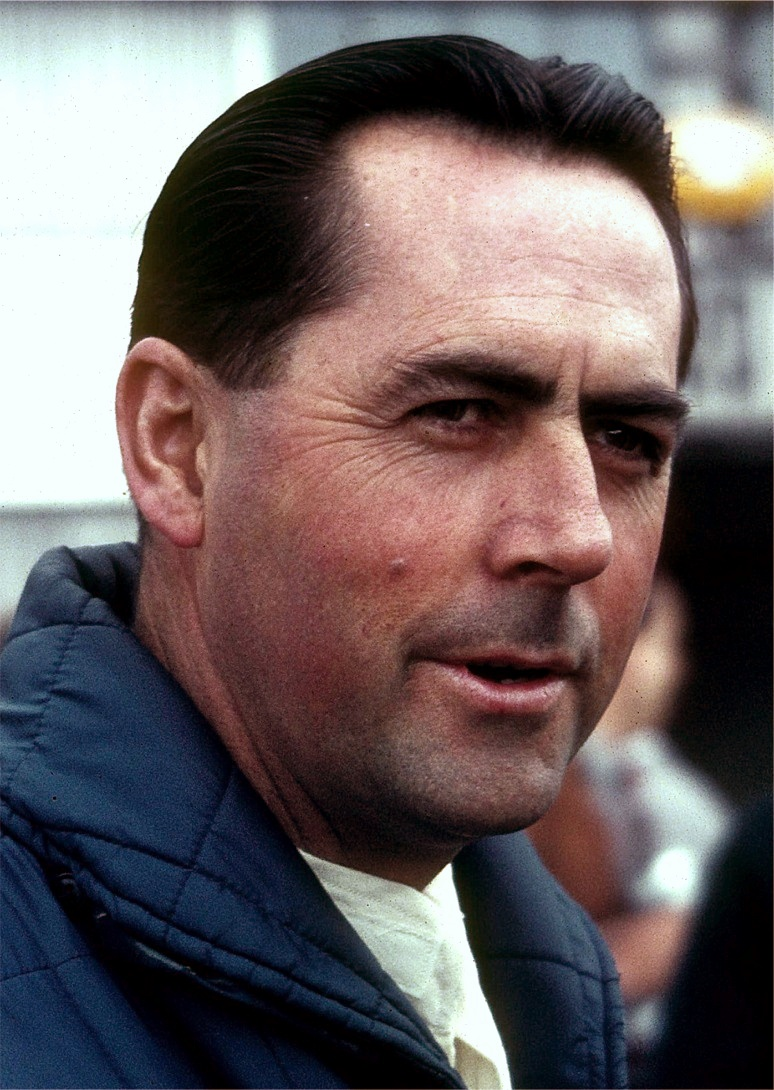
Jack Brabham (1966) – erster australischer Weltmeister

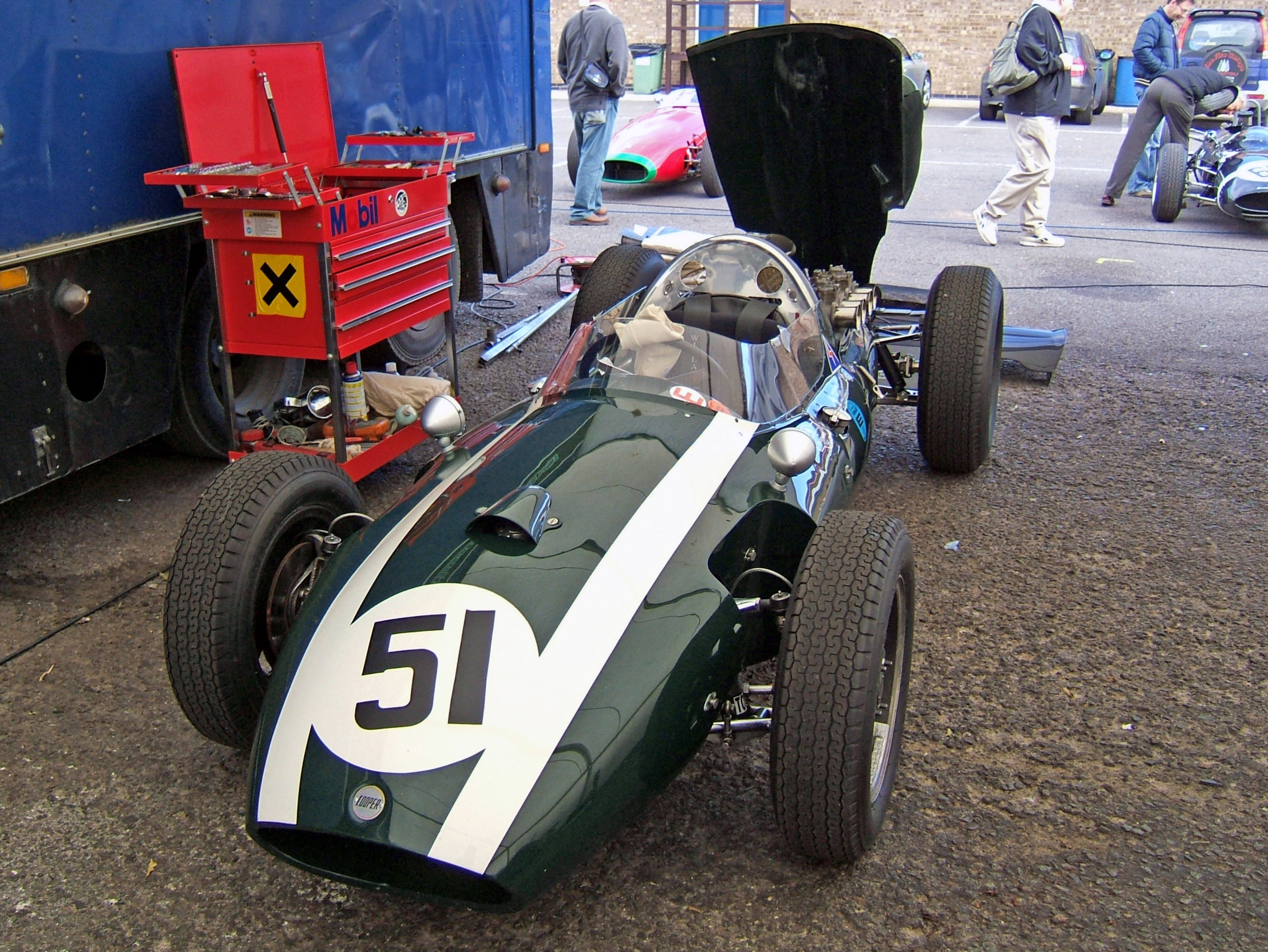
Cooper T51 – erster mittelmotorbetriebener Wagen, mit dem der Fahrertitel gewonnen wurde

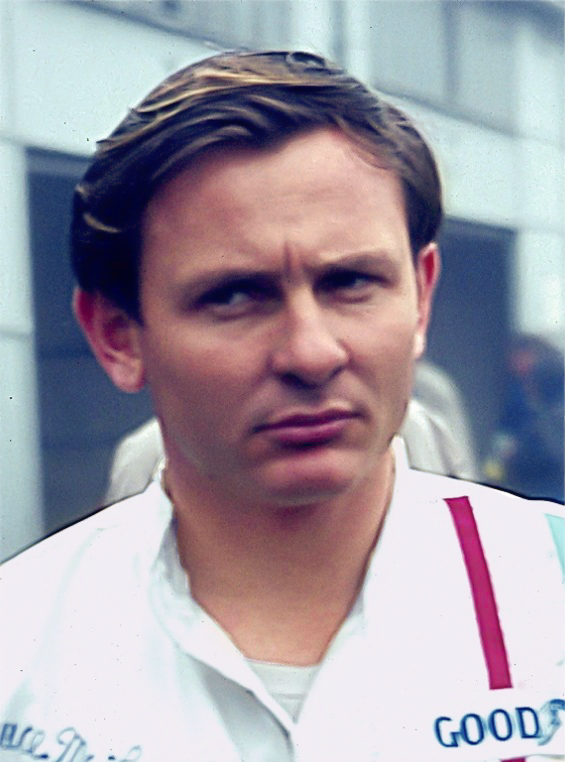
Bruce McLaren (1966) – jüngster Sieger eines Grand Prix von 1959 bis 2003

Zum ersten Mal fand im Rahmen der Automobilweltmeisterschaft ein Großer Preis der USA statt. Dies war bereits das zweite Saisonrennen in den USA, nachdem zuvor bereits das Indianapolis 500 zur Automobilweltmeisterschaft zählte. Im Gegensatz zu diesem Rennen nahmen beim Großen Preis der USA jedoch viele europäische Teams teil. Ursprünglich sollte das Rennen der Saisonauftakt sein, wurde aber auf das Jahresende verschoben. Dies war außerdem das einzige Rennen auf dem Sebring International Raceway, der Grand Prix fand lediglich im Rahmenprogramm zum 12-Stunden-Rennen von Sebring statt und erzielte nur eine geringe Zuschauerresonanz, sowie einen finanziellen Misserfolg. Aus diesem Grund wechselte der Austragungsort des Großen Preises der USA im folgenden Jahr zum Riverside International Raceway. Zwischen dem Großen Preis von Italien und dem Großen Preis der USA lagen drei Monate, in denen allerdings zwei nicht zur Automobilweltmeisterschaft zählende Grand Prix stattfanden. Stirling Moss gewann auf Cooper den International Gold Cup im Oulton Park, Ron Flockhart auf B.R.M. die Silver City Trophy auf dem Snetterton Motor Racing Circuit; beide Grand Prix wurden in Großbritannien ausgetragen.
Die Konstrukteursweltmeisterschaft war bereits zugunsten von Cooper entschieden, allerdings hatten Moss, Jack Brabham und Tony Brooks noch Chancen auf den Fahrertitel. Alle drei Fahrer hatten zuvor jeweils zwei Rennen gewonnen, Brabham hatte durch mehr Podiumsplatzierungen jedoch die besten Chancen, während Brooks nicht aus eigener Kraft Weltmeister werden konnte. Brabham benötigte, schnellste Rennrunde und Streichresultateregelung einberechnet, einen Sieg für den Fahrertitel, oder einen zweiten Platz, wenn Moss nicht der Sieger wäre. Auch Moss genügte ein Sieg, um Weltmeister zu werden, bei einem zweiten Platz hätte Brabham nicht gewinnen und Brooks nicht die maximale Punktzahl von neun Punkten erreichen dürfen. Brooks hingegen hätte gewinnen und die schnellste Rennrunde fahren müssen, wobei Brabham in diesem Szenario höchstens Dritter hätte werden dürfen. Allerdings war ein Ferrari-Sieg zu diesem Zeitpunkt bereits schwierig geworden, da die Cooper zahlenmäßig überlegen waren und sich als beherrschend erwiesen. Ihr Heckmotorkonzept setzte sich bereits durch und bewies durch mehrere Rennsiege in Folge die Überlegenheit gegenüber Ferraris Frontmotor. In der darauffolgenden Saison gewannen lediglich zwei Wagen mit Frontmotor einen Grand Prix, danach war die Ära dieser Wagen endgültig beendet.
Neben Brooks fuhren bei Ferrari Cliff Allison, Wolfgang Graf Berghe von Trips und Phil Hill. Graf Berghe von Trips kehrte nach fast einer Saison Pause zu Ferrari zurück, für Brooks war es das letzte Rennen bei Ferrari, er fuhr in der folgenden Saison einen privaten Cooper und ein Rennen für sein ehemaliges Team Vanwall. Cooper meldete Brabham und Bruce McLaren für das Rennen, beide Fahrer blieben dem Team noch weitere Jahre erhalten. Bei Lotus kehrte Alan Stacey zurück und fuhr neben Innes Ireland. Graham Hill hatte bereits Lotus verlassen und nahm nicht am Rennen teil. Sein neues Team B.R.M. blieb dem Großen Preis der USA ebenfalls fern, da man den dritten Platz in der Konstrukteurswertung sicher hatte und sich nicht weiter verbessern oder verschlechtern konnte. Ein letztes Mal war Connaught für einen Grand Prix gemeldet, Bob Said fuhr den neuen Connaught Type C. Da das Team aber schon vor der Fertigstellung des Wagens insolvent war, baute Said den Wagen eigenständig fertig, allerdings fehlte es an Konkurrenzfähigkeit, weshalb es bei diesem einen Einsatz sowohl für das Auto als auch für den Fahrer blieb.
Weitere Fahrer und Teams nahmen mit privaten Wagen teil, Moss und Maurice Trintignant in einem Cooper T51 für das Rob Walker Racing Team, Harry Schell für Ecurie Bleue. Rodger Ward, Sieger des Indianapolis 500 im gleichen Jahr, war vom Veranstalter des Rennens eingeladen worden, einen Kurtis Kraft-Midget fürs Rennen zu melden. Der Wagen war gegenüber den Formel-1-Boliden jedoch untermotorisiert und damit deutlich unterlegen. Infolge der Abwesenheit von Aston Martin fuhr Roy Salvadori einen veralteten privaten Cooper T45. Ein noch älteres Modell pilotierte Alejandro de Tomaso. Für ihn und sein Team O.S.C.A. war es der letzte Grand Prix. Fritz d’Orey fuhr ebenfalls sein letztes Rennen, beim einzigen Einsatz des Tec-Mec-Maseratis, außerdem fuhren die amerikanischen Fahrer George Constantine, Harry Blanchard und Phil Cade ihren jeweils einzigen Grand Prix.
Kein ehemaliger oder amtierender Weltmeister nahm am Rennen teil, dieser Umstand trat erst wieder beim Großen Preis von Monaco 1994 auf.

### Training
Das Training wurde erneut von Cooper dominiert. Moss und Brabham waren mehrere Sekunden schneller als die Konkurrenz von Ferrari. Mit einer Zeit von genau 3 Minuten erreichte Moss die dritte Pole-Position in Folge. Mit insgesamt vier Pole-Positions stand er von allen Fahrern am häufigsten auf dem ersten Startplatz in der Automobilweltmeisterschaft 1959. Brabham qualifizierte sich auf Platz zwei, womit Moss in einer Ausgangslage war, die für den Weltmeistertitel gereicht hätte. Eine Kontroverse entstand um Platz drei. Brooks war bereits für diesen Startplatz qualifiziert, als die Veranstalter bemerkten, dass Schell gegen Trainingsende noch eine schnellere Runde gefahren war und ihm Platz drei zuerkannten. Allerdings blieb unbemerkt, dass Schell auf der Strecke abkürzte und damit einen ganzen Streckenabschnitt ausließ. Dies brachte ihm einen Zeitvorteil von sechs Sekunden, weshalb Ferrari und einige andere Teams Protest einlegten, dem aber nicht stattgegeben wurde. Brooks ging deshalb von Platz vier ins Rennen vor Trintignant auf Cooper und seinen Teamkollegen Graf Berghe von Trips, Allison und Hill.
Lotus qualifizierte sich auf den Positionen neun und zwölf für die Startaufstellung, McLaren komplettierte die ersten zehn. Die Zeitabstände zwischen den Fahrzeugen waren sehr hoch. Im veralteten Cooper erreichte Salvadori noch Startplatz elf, war jedoch mehr als sechs Sekunden langsamer als Moss. Said im Connaught wurde Dreizehnter mit mehr als 21 Sekunden Rückstand, d’Orey im Tec-Mec fehlten 27 Sekunden auf die Pole-Zeit. Cade im Maserati 250F qualifizierte sich für den vorletzten Platz, mehr als eine halbe Minute langsamer als Moss. Der Maserati war nicht mehr konkurrenzfähig und kam in der folgenden Saison nur noch bei zwei Rennen zum Einsatz. Ward im Kurtis-Kraft-Midget wurde im Training Letzter.

### Rennen
Am Start überholte Brabham Moss, der noch in der ersten Rennrunde konterte und die Führung übernahm. Eine Vorentscheidung um die Weltmeisterschaft gab es einige Positionen dahinter, als Graf Berghe von Trips beim Anbremsen ins Heck seines Teamkollegen Brooks fuhr und ihn zu einem Reparaturboxenstopp zwang. Brooks’ Abstand zur Spitze betrug anschließend zwei Minuten, nachdem sich an der Box herausgestellt hatte, dass keine Reparatur nötig war. Sowohl Brooks als auch Graf Berghe von Trips setzten das Rennen mit funktionierenden Wagen fort, lediglich die Nase an Graf Berghe von Trips’ Wagen war beschädigt. Ein weiterer Unfall ereignete sich in der ersten Rennrunde, Said schied beim letzten Rennen für Connaught aus. Moss setzte sich von Brabham ab und baute seinen Vorsprung aus, bis ein technischer Defekt in Runde fünf sein Rennen beendete. Brabham übernahm die Führung vor dem Teamkollegen McLaren, obwohl ihm zu diesem Zeitpunkt der dritte Platz genügt hätte, um Weltmeister zu werden. Durch Kupplungsdefekte fielen auch Stacey und Schell frühzeitig aus, sodass Schell keinen Vorteil aus seinem unberechtigten dritten Startplatz zog. Weitere technische Defekte zwangen in den folgenden Runden Constantine, d’Orey und Hill zur Aufgabe.
Bis zur Halbzeit des Rennens bauten Brabham und McLaren ihren Vorsprung auf den drittplatzierten Allison auf 30 Sekunden aus. McLaren attackierte Brabham nicht, hielt den Abstand zu ihm aber gering, um bei eventuellen Problemen Brabham den Fahrertitel zu sichern. Hinter Allison fuhr Graf Berghe von Trips, danach kamen Trintignant und Brooks. Cooper und Ferrari belegten die ersten sechs Plätze. Mit de Tomaso, Ward und Salvadori waren weitere Fahrer mit technischen Defekten ausgeschieden und auch Allison stellte seinen Ferrari in Runde 23 mit Kupplungsschaden ab. Somit verblieben für die zweite Rennhälfte nur sieben Fahrzeuge im Rennen, Trintignant verbesserte sich auf Platz drei vor Graf Berghe von Trips und Brooks.
In den letzten Rennrunden holten Trintignant und Brooks immer mehr auf die Spitze auf. Als die letzte Runde begann, lag Trintignant nur noch vier Sekunden hinter McLaren, als eine halbe Runde vor Rennende Brabham das Benzin ausging. McLaren fuhr langsamer, um Brabham den Sieg zu ermöglichen, doch der war gezwungen, den Wagen ins Ziel zu schieben. Als Trintignant an die beiden Führenden herankam, wechselte McLaren die Strategie und überholte Brabham, um selbst das Rennen zu gewinnen. Er ging das erste Mal in seiner Karriere in Führung und gewann das Rennen mit weniger als einer Sekunde Vorsprung vor Trintignant. McLaren wurde damit jüngster Sieger eines Formel-1-Rennens und behielt diesen Rekord mehr als 40 Jahre. Der Rekord wurde erst beim Großen Preis von Ungarn 2003 von Fernando Alonso gebrochen. Der Sieg sicherte Brabham den Gewinn des Fahrertitels, der erste für einen australischen Rennfahrer und der erste für Cooper, sowie den Premierenfahrertitel eines heckmotorbetriebenen Wagens. Trintignant erzielte die einzige schnellste Rennrunde seiner Karriere und sicherte sich den fünften Platz der Fahrerwertung. Trintignant war der letzte Fahrer der Formel-1-Geschichte, der für die schnellste Rennrunde einen Punkt erhielt, ab der Automobil-Weltmeisterschaft 1960 wurde dieser Punkt abgeschafft. Brooks erreichte noch das Podium auf Platz drei, Brabham wurde Vierter. Durch die Regel, dass ein Fahrer nur gewertet wird, wenn er nach einem Ausfall den Wagen über die Ziellinie schiebt, musste Brabham seinen Cooper 800 Meter weit einen Hügel nach oben schieben, um noch für die Punkteränge gewertet zu werden. Brooks gewann mit dem dritten Platz die Vizeweltmeisterschaft. Fünfter wurde Ireland auf Lotus vor Graf Berghe von Trips und Blanchard auf Porsche.
In der Konstrukteurswertung erreichte Cooper durch den Sieg die durch die Streichresultateregelung maximalen 40 Punkte und wurde Konstrukteursweltmeister der Automobilweltmeisterschaft 1959. Vizemeister war Ferrari vor B.R.M.

## Meldeliste
| Team                        | Nr. | Fahrer                         | Chassis             | Motor              | Reifen |
| --------------------------- | --- | ------------------------------ | ------------------- | ------------------ | ------ |
| Leader Cards Inc.           | 01  | Rodger Ward                    | Kurtis Kraft-Midget | Offenhauser 1.5 L4 |        |
| Scuderia Ferrari            | 02  | Tony Brooks                    | Ferrari Dino 246F1  | Ferrari 2.4 V6     | D      |
| Scuderia Ferrari            | 03  | Cliff Allison                  | Ferrari Dino 246F1  | Ferrari 2.4 V6     | D      |
| Scuderia Ferrari            | 04  | Wolfgang Graf Berghe von Trips | Ferrari Dino 246F1  | Ferrari 2.4 V6     | D      |
| Scuderia Ferrari            | 05  | Phil Hill                      | Ferrari Dino 246F1  | Ferrari 2.4 V6     | D      |
| RRC Walker Racing Team      | 06  | Maurice Trintignant            | Cooper T51          | Climax 2.5 L4      | D      |
| RRC Walker Racing Team      | 07  | Stirling Moss                  | Cooper T51          | Climax 2.5 L4      | D      |
| Cooper Car Company          | 08  | Jack Brabham                   | Cooper T51          | Climax 2.5 L4      | D      |
| Cooper Car Company          | 08  | Jack Brabham                   | Cooper T45          | Climax 2.5 L4      | D      |
| Cooper Car Company          | 09  | Bruce McLaren                  | Cooper T51          | Climax 2.5 L4      | D      |
| Team Lotus                  | 10  | Innes Ireland                  | Lotus 16            | Climax 2.5 L4      | D      |
| Team Lotus                  | 11  | Alan Stacey                    | Lotus 16            | Climax 2.5 L4      | D      |
| High Efficiency Motors      | 12  | Roy Salvadori                  | Cooper T45          | Maserati 2.5 L4    | D      |
| Automobili O.S.C.A.         | 14  | Alejandro de Tomaso            | Cooper T43          | O.S.C.A. 2.0 L4    | D      |
| Camoradi USA                | 15  | Fritz d’Orey                   | Tec-Mec F415        | Maserati 2.5 L6    | D      |
| Mike Taylor                 | 16  | George Constantine             | Cooper T45          | Climax 2.5 L4      | D      |
| Blanchard Automobiles       | 17  | Harry Blanchard                | Porsche RSK         | Porsche 1.5 B4     |        |
| Connaught Cars – Paul Emery | 18  | Bob Said                       | Connaught Type C    | Alta 2.5 L4        | D      |
| Ecurie Bleue                | 19  | Harry Schell                   | Cooper T51          | Climax 2.2 L4      | D      |
| Phil Cade                   | 22  | Phil Cade                      | Maserati 250F       | Maserati 2.5 L6    | D      |

## Klassifikationen

### Startaufstellung
| Pos. | Fahrer                         | Konstrukteur                    | Zeit   | Ø-Geschwindigkeit | Start |
| ---- | ------------------------------ | ------------------------------- | ------ | ----------------- | ----- |
| 01   | Stirling Moss                  | Cooper-Climax                   | 3:00,0 | 167,20 km/h       | 01    |
| 02   | Jack Brabham                   | Cooper-Climax                   | 3:03,0 | 164,46 km/h       | 02    |
| 03   | Harry Schell                   | Cooper-Climax                   | 3:05,2 | 162,51 km/h       | 03    |
| 04   | Tony Brooks                    | Ferrari                         | 3:05,9 | 161,89 km/h       | 04    |
| 05   | Maurice Trintignant            | Cooper-Climax                   | 3:05,0 | 162,68 km/h       | 05    |
| 06   | Wolfgang Graf Berghe von Trips | Ferrari                         | 3:06,2 | 161,63 km/h       | 06    |
| 07   | Cliff Allison                  | Ferrari                         | 3:06,8 | 161,11 km/h       | 07    |
| 08   | Phil Hill                      | Ferrari                         | 3:07,2 | 160,77 km/h       | 08    |
| 09   | Innes Ireland                  | Lotus-Climax                    | 3:08,2 | 159,91 km/h       | 09    |
| 10   | Bruce McLaren                  | Cooper-Climax                   | 3:08,6 | 159,58 km/h       | 10    |
| 11   | Roy Salvadori                  | Cooper-Maserati                 | 3:12,0 | 156,75 km/h       | 11    |
| 12   | Alan Stacey                    | Lotus-Climax                    | 3:13,8 | 155,29 km/h       | 12    |
| 13   | Bob Said                       | Connaught-Alta                  | 3:27,3 | 145,18 km/h       | 13    |
| 14   | Alejandro de Tomaso            | Cooper-O.S.C.A.                 | 3:28,0 | 144,69 km/h       | 14    |
| 15   | George Constantine             | Cooper-Climax                   | 3:30,6 | 142,91 km/h       | 15    |
| 16   | Harry Blanchard                | Porsche                         | 3:32,7 | 141,50 km/h       | 16    |
| 17   | Fritz d’Orey                   | Tec-Mec-Maserati                | 3:33,4 | 141,03 km/h       | 17    |
| 18   | Phil Cade                      | Maserati                        | 3:39,0 | 137,42 km/h       | 18    |
| 19   | Rodger Ward                    | Kurtis-Kraft-Midget-Offenhauser | 3:43,8 | 134,48 km/h       | 19    |

### Rennen
| Pos. | Fahrer                         | Konstrukteur                    | Runden | Stopps | Zeit       | Start | Schnellste Runde |
| ---- | ------------------------------ | ------------------------------- | ------ | ------ | ---------- | ----- | ---------------- |
| 01   | Bruce McLaren                  | Cooper-Climax                   | 42     |        | 2:12:35,7  | 10    |                  |
| 02   | Maurice Trintignant            | Cooper-Climax                   | 42     |        | + 0,6      | 05    | 3:05,0 (39.)     |
| 03   | Tony Brooks                    | Ferrari                         | 42     |        | + 3:00,9   | 04    |                  |
| 04   | Jack Brabham                   | Cooper-Climax                   | 42     |        | + 4:57,3   | 02    |                  |
| 05   | Innes Ireland                  | Lotus-Climax                    | 39     |        | + 3 Runden | 09    |                  |
| 06   | Wolfgang Graf Berghe von Trips | Ferrari                         | 38     |        | + 4 Runden | 06    |                  |
| 07   | Harry Blanchard                | Porsche                         | 38     |        | + 4 Runden | 16    |                  |
| –    | Cliff Allison                  | Ferrari                         | 23     |        | DNF        | 07    |                  |
| –    | Roy Salvadori                  | Cooper-Maserati                 | 23     |        | DNF        | 11    |                  |
| –    | Rodger Ward                    | Kurtis-Kraft-Midget-Offenhauser | 20     |        | DNF        | 19    |                  |
| –    | Alejandro de Tomaso            | Cooper-O.S.C.A.                 | 13     |        | DNF        | 14    |                  |
| –    | Phil Hill                      | Ferrari                         | 8      |        | DNF        | 08    |                  |
| –    | Fritz d’Orey                   | Tec-Mec-Maserati                | 6      |        | DNF        | 17    |                  |
| –    | Stirling Moss                  | Cooper-Climax                   | 5      |        | DNF        | 01    |                  |
| –    | Harry Schell                   | Cooper-Climax                   | 5      |        | DNF        | 03    |                  |
| –    | George Constantine             | Cooper-Climax                   | 5      |        | DNF        | 15    |                  |
| –    | Alan Stacey                    | Lotus-Climax                    | 2      |        | DNF        | 12    |                  |
| –    | Bob Said                       | Connaught-Alta                  | 0      |        | DNF        | 13    |                  |
| DNS  | Phil Cade                      | Maserati                        | –      | –      | –          | –     | –                |

## WM-Stände nach dem Rennen
Die ersten fünf des Rennens bekamen 8, 6, 4, 3, 2 Punkte. Der Fahrer mit der schnellsten Rennrunde erhielt zusätzlich 1 Punkt. Es zählten nur die fünf besten Ergebnisse aus acht Rennen. Streichresultate sind in Klammern gesetzt.

### Fahrerwertung
| Pos. | Fahrer                         | Konstrukteur         | Punkte  |
| ---- | ------------------------------ | -------------------- | ------- |
| 01   | Jack Brabham                   | Cooper-Climax        | 31 (34) |
| 02   | Tony Brooks                    | Ferrari / Vanwall    | 27      |
| 03   | Stirling Moss                  | Cooper-Climax        | 25,5    |
| 04   | Phil Hill                      | Ferrari              | 20      |
| 05   | Maurice Trintignant            | Cooper-Climax        | 19      |
| 06   | Bruce McLaren                  | Cooper-Climax        | 16,5    |
| 07   | Dan Gurney                     | Ferrari              | 13      |
| 08   | Masten Gregory                 | Cooper-Climax        | 10      |
| 09   | Jo Bonnier                     | B.R.M.               | 10      |
| 10   | Rodger Ward                    | Watson-Offenhauser   | 8       |
| 11   | Jim Rathmann                   | Watson-Offenhauser   | 6       |
| 12   | Harry Schell                   | B.R.M.               | 5       |
| 13   | Johnny Thomson                 | Lesovsky-Offenhauser | 5       |
| 14   | Innes Ireland                  | Lotus-Climax         | 5       |
| 15   | Tony Bettenhausen              | Eppery-Offenhauser   | 3       |
| 16   | Olivier Gendebien              | Ferrari              | 3       |
| 17   | Paul Goldsmith                 | Eppery-Offenhauser   | 2       |
| 18   | Jean Behra †                   | Ferrari              | 2       |
| 19   | Cliff Allison                  | Ferrari              | 2       |
| 20   | Wolfgang Graf Berghe von Trips | Porsche              | 0       |
| 21   | Harry Blanchard                | Porsche              | 0       |
| 22   | Ron Flockhart                  | B.R.M.               | 0       |
| 23   | Alan Stacey                    | Lotus-Climax         | 0       |

| Pos. | Fahrer                  | Konstrukteur                   | Punkte |
| ---- | ----------------------- | ------------------------------ | ------ |
| 24   | Roy Salvadori           | Cooper-Maserati / Aston Martin | 0      |
| 25   | Ian Burgess             | Cooper-Maserati                | 0      |
| 26   | Carroll Shelby          | Aston Martin                   | 0      |
| 27   | Colin Davis             | Cooper-Maserati                | 0      |
| 28   | Giorgio Scarlatti       | Maserati                       | 0      |
| 29   | Graham Hill             | Lotus-Climax                   | 0      |
| 30   | Carel Godin de Beaufort | Porsche / Maserati             | 0      |
| 31   | Fritz d’Orey            | Maserati                       | 0      |
| 32   | Giulio Cabianca         | Maserati                       | 0      |
| 33   | Mário de Araújo Cabral  | Cooper-Maserati                | 0      |
| 34   | Chris Bristow           | Cooper-Borward                 | 0      |
| 35   | Henry Taylor            | Cooper-Climax                  | 0      |
| 36   | Peter Ashdown           | Cooper-Climax                  | 0      |
| 37   | Ivor Bueb               | Cooper-Borward                 | 0      |
| –    | Alejandro de Tomaso     | Cooper-O.S.C.A                 | 0      |
| –    | Bruce Halford           | Lotus-Climax                   | 0      |
| –    | Jack Fairman            | Cooper-Climax                  | 0      |
| –    | Hans Herrmann           | B.R.M.                         | 0      |
| –    | David Piper             | Lotus-Climax                   | 0      |
| –    | George Constantine      | Cooper-Climax                  | 0      |
| –    | Brian Naylor            | JBW-Maserati                   | 0      |
| –    | Bob Said                | Connaught-Alta                 | 0      |

### Konstrukteurswertung
- Es zählten nur die fünf besten Ergebnisse aus acht Rennen. Streichresultate sind in Klammern gesetzt.
- Es zählte nur das Ergebnis des bestplatzierten Fahrzeugs eines Konstrukteurs.
- Beim Indianapolis 500 wurden keine Konstrukteurspunkte vergeben.

| Pos. | Konstrukteur  | Punkte  |
| ---- | ------------- | ------- |
| 01   | Cooper-Climax | 40 (53) |
| 02   | Ferrari       | 32 (38) |
| 03   | B.R.M.        | 18      |
| 04   | Lotus-Climax  | 5       |
| 05   | Aston Martin  | 0       |

| Pos. | Konstrukteur | Punkte |
| ---- | ------------ | ------ |
| 06   | Maserati     | 0      |
| 07   | Porsche      | 0      |
| –    | JBW-Maserati | 0      |
| –    | Vanwall      | 0      |